# Adonisea carmosina
Adonisea carmosina là một loài bướm đêm trong họ Noctuidae.